# Identity Games International
Identity Games is een Nederlands spellenbedrijf dat sinds 1992 bordspellen ontwikkelt, produceert en verkoopt . Het bedrijf is gevestigd aan de Westersingel in Rotterdam en heeft een wereldwijd bereik. Identity Games is vooral bekend van consumentenspellen zoalsEscape Room The Game, Who's The Dude en Boom Boom Balloon. Daarnaast heeft het bedrijf ook een tailor-made-afdeling, waarmee ze op maat gemaakte spellen en gepersonaliseerde Monopoly-edities ontwikkelen voor bedrijven.

## Uitgaven
Bekende uitgaven zijn: 
- Escape Room The Game
- Escape Your House
- Who's The Dude
- Boom Boom Balloon
- Monopoly Rotterdam
- Mouthguard Challenge
- Lynx
- Ik hou van Holland
- Nightmare Adventures
- Nijntje Verstoppertje

## Geschiedenis

##### 1992 - Op een zolderkamer in Rotterdam
Het is 1992 als Albert Meuter (bedrijfseconoom) en Emile Kalis (bedrijfskundige) het eerste spel produceren en uitgeven. Samen met spelbedenker Rogier Nyst wordt voor opdrachtgever de Koninklijke Nederlandse Munt het spel 'Muntslag' ontwikkeld. Muntslag blijkt een schot in de roos te zijn. Zowel Meuter als Kalis zeggen hun baan op en gaan fulltime spellen bedenken, verkopen en produceren. Het tweede spel van Identity Games, Trader word ook samen met Rogier ontwikkeld, aansluitend zet hij zijn carrière voort bij o.a. Promoplay.

##### 1995 - Eerste inkoop in China
Identity Games was nu een feit. De eerste spellen worden bij de Nederlandse Spellen Fabriek van Jumbo geproduceerd. Al snel wordt Nederland te klein en vinden ze een geschikt inkoopkantoor in Hongkong. Om de spellen flexibeler te kunnen produceren bezoeken ze diverse fabrieken in China. De eisen zijn simpel: fabrikanten moeten aan een hoge standaard en prijs- kwaliteit kunnen voldoen.

##### 2001 - Start eigen uitgeverij
Sinds 2001 gaat Identity Games zelf uitgeven. De stap naar de consumentenmarkt is gezet. 

##### 2006 - Speelgoed van het jaar & export naar 20 landen
In 2006 wint Identity Games voor het eerst de Nederlandse Speelgoed van het jaar-prijs, met het spel Wildlife. Dit is het eerste dvd-bordspel in Europa. Zowel nationaal als internationaal zijn de edities succesvol. In 2007 worden de spellen naar ruim 20 landen geëxporteerd en is het bedrijf gegroeid van een omzet van 1 miljoen gulden naar 7 miljoen US dollar, Meuter en Kalis zien dat ze op de goede weg zijn.

##### 2012 - Talpa aan boord
In 2012 wordt John de Mol van Talpa minderheidsaandeelhouder. Door deze samenwerking brengt Identity Games ook spellen uit van bekende tv-programma’s zoals Ik hou van Holland en De Jongens tegen de Meisjes en verkoopt wereldwijd vele speledities van The Voice.

##### 2014 - Opening kantoor VS
In 2013 en 2014 is Kalis regelmatig in de Verenigde Staten om Identity Games USA op te zetten. In Seattle wordt Find It Games overgenomen en vindt Kalis een plek om samen met zijn gezin te wonen en te werken. Inmiddels is Identity Games International gegroeid van 2 naar ruim 25 medewerkers wereldwijd.

##### 2015 - Escape Room The game
De grootste doorbraak maakt Identity Games in het jaar 2015. Het spel Escape Room The Game en de uitbreidingssets haken in op de wereldwijde escaperoom-hype. Het spel zorgt voor een forse groei van het bedrijf. De Virtual Reality versie van het spel blijkt nog een grotere hit te zijn en wordt uitgeroepen tot Speelgoed van het Jaar 2017.

##### 2016 - Wereldwijde doorbraak met 7 titels
Al 25 jaar brengt Identity Games menig huiskamer tot leven. Met ruim 25 toegewijde medewerkers  hebben Meuter en Emile in 1992 de juiste keuze gemaakt. De verwachting is dat het bedrijf in 2018 een omzet haalt van circa 20 miljoen US dollar.

##### 2017 - Volgens Identity Games heeft ieder kind recht op spelplezier.
In het kader van het 25 jaar bestaan is gezocht naar een maatschappelijk doel dat zich inzet voor kinderen in Nederland. Dit heeft Identity Games gevonden in de eveneens 25 jaar jubilerende stichting CliniClowns. De gedeelde opbrengst van de verkoop van Het Rode Neuzen spel, wat speciaal voor CliniClowns is ontwikkeld, wordt eind 2017 aan deze stichting aangeboden.

##### 2022 - Een mijlpaal voor Escape Room The Game
3 miljoen basisspellen zijn wereldwijd over de toonbank gegaan, en een totaal van meer dan 15 miljoen avonturen. De collectie bestaat uit 36 unieke Escape Room-avonturen van 60 minuten.

## Prijzen
Identity Games heeft verschillende prijzen en awards ontvangen voor hun spellen, waaronder meerdere keren de Speelgoed van het jaar-prijs. 
| Jaar | Prijs                                | Artikel                                   |
| ---- | ------------------------------------ | ----------------------------------------- |
| 2023 | Speelgoed Van Het Jaar Publieksprijs | De Verraders het bordspel                 |
| 2022 | Speelgoed van het Jaar Juryprijs     | Hoofd Bewaking                            |
| 2021 | Speelgoed van het Jaar Publieksprijs | Escape Your House                         |
| 2021 | Speelgoed Van Het Jaar Juryprijs     | Escape Room The Game Puzzle Adventures #1 |
| 2016 | Speelgoed Van Het Jaar Juryprijs     | Escape Room The Game Basegame             |
| 2012 | Speelgoed Van Het Jaar Publieksprijs | Boom Boom Balloon                         |
| 2012 | Speelgoed Van Het Jaar Publieksprijs | Nijntje Verstoppertje                     |
| 2006 | Speelgoed Van Het Jaar Juryprijs     | Wildlife                                  |